# Les Inoubliables
Albums de Diane Dufresne
Maman si tu m'voyais
(1993) Québec
(1998)
Les Inoubliables est une compilation de la chanteuse québécoise Diane Dufresne éditée en France, en 1998, par le label Wagram.

## ÉditionCD

### Titres
| No  | Titre                            | Paroles         | Musique            | Durée |
| --- | -------------------------------- | --------------- | ------------------ | ----- |
| 1.  | Rond-point                       | Luc Plamondon   | François Cousineau |       |
| 2.  | Tiens-toé ben jarrive!           | Luc Plamondon   | François Cousineau |       |
| 3.  | J'avais deux amants              | Luc Plamondon   | François Cousineau |       |
| 4.  | En écoutant Elton John           | Luc Plamondon   | François Cousineau |       |
| 5.  | Tiens-toé ben j'arrive (reprise) | Luc Plamondon   | François Cousineau |       |
| 6.  | J'ai rencontré l'homme de ma vie | Luc Plamondon   | François Cousineau |       |
| 7.  | Quand j'te parle de même         | Luc Plamondon   | François Cousineau |       |
| 8.  | Buzz                             | Marcel Lefebvre | François Cousineau |       |
| 9.  | Rill pour rire                   | Luc Plamondon   | François Cousineau |       |
| 10. | La chanteuse straight            | Luc Plamondon   | François Cousineau |       |
| 11. | Berceuse pour un homme           | Luc Plamondon   | François Cousineau |       |

## Crédits
- Musiciens : Multiples
- Photos : Pierre Dury
- Label : Wagram.